# Musket

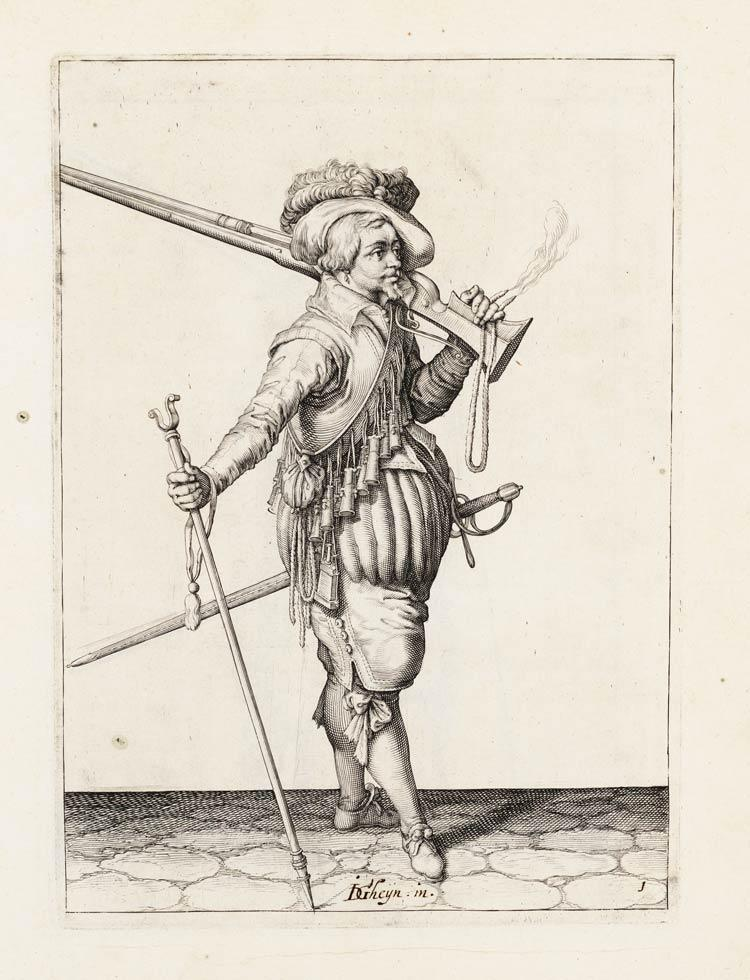
Musketier (uit de Wapenhandelinghe van Roers, Musquetten ende Spiessen, Jacob de Gheyn, 1607)

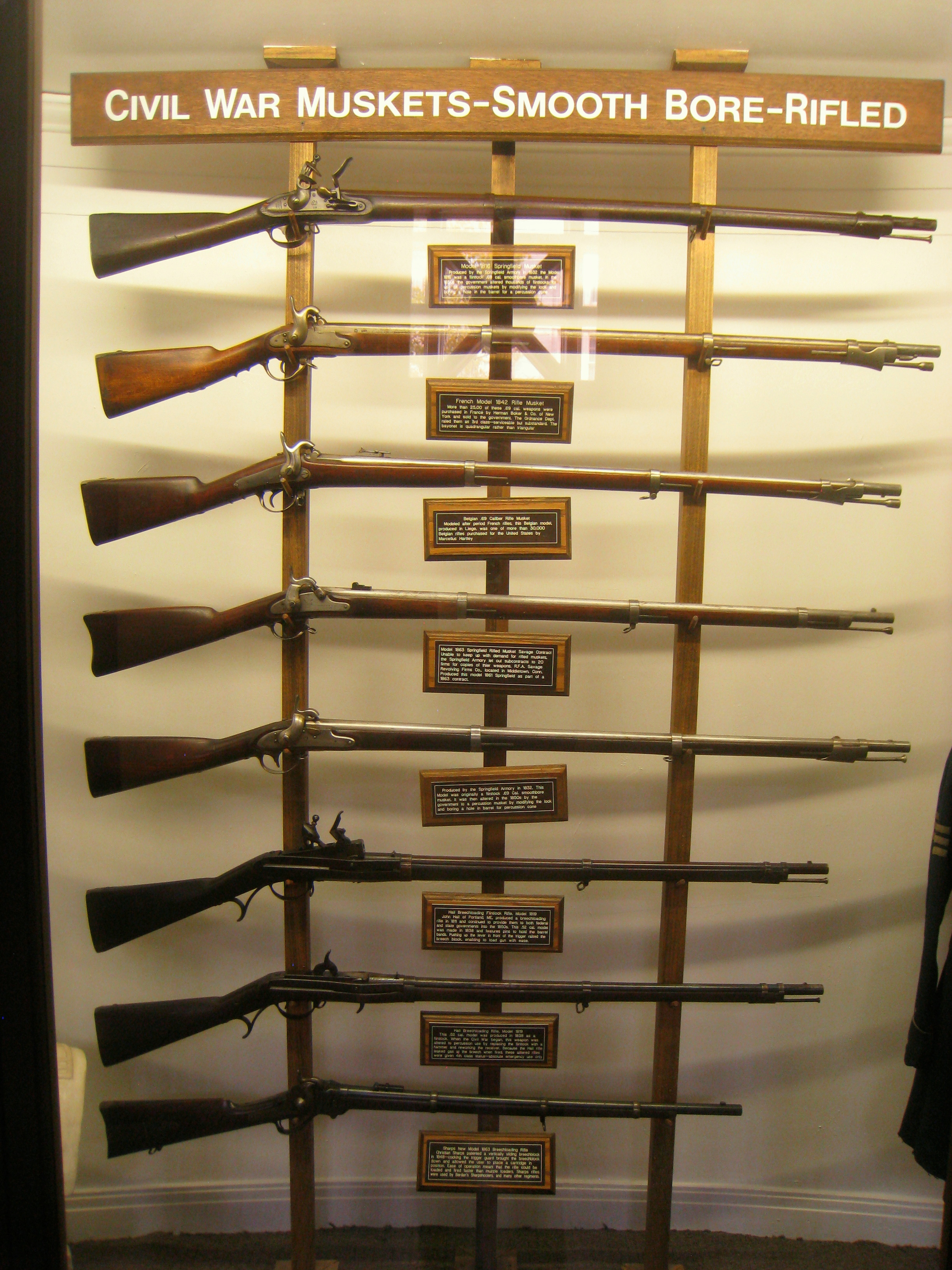
musketten

Een musket (Frans: mousquet, Duits: Muskete) is een handvuurwapen uit de zestiende en zeventiende eeuw. Het is een gladloops voorlader, (meestal) voorzien van een lontslot. Het wapen is een voorloper van het geweer en was het eerste vuurwapen waar kolf, lade, loop en ontstekingsmechanisme standaard één geheel vormden.
Het musket werd in Europa van omstreeks 1530 tot het einde van de zeventiende eeuw als oorlogswapen gebruikt. Daarna werd het vervangen door de snaphaan, een vergelijkbaar wapen, maar dan met een vuursteenslot uitgerust. In Japan bleef echter het musket (tanegashima genoemd) tot in de negentiende eeuw in gebruik.

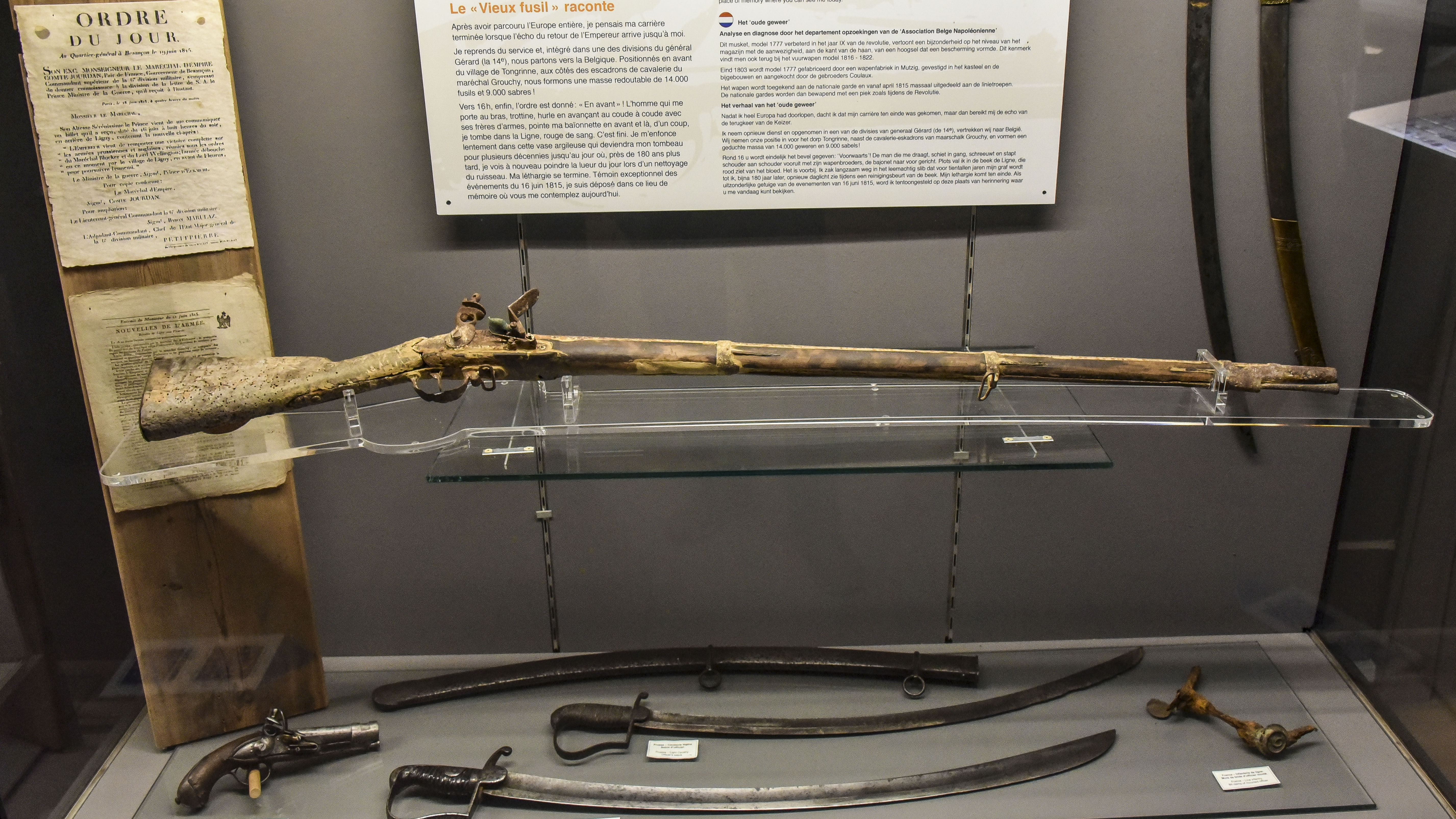
Franse musket (model 1777) gevonden te Ligny in de Ligne (zie Slag bij Ligny)

Een soldaat met musket wordt musketier genoemd.

## Etymologie
Het woord musket is afgeleid van het Italiaanse moschetta, waarmee een kruisboogschicht werd bedoeld, en het Franse "mousquette", dat sperwer betekent. Het laatste was waarschijnlijk een verwijzing naar de haan van het lontslot, waarvan de neergaande beweging aan het pikken van de vogel doet denken.
In Nederland, Duitsland en Frankrijk wordt met musket over het algemeen het lontslotwapen bedoeld dat in de zestiende en zeventiende eeuw werd gebruikt. In Engeland en Amerika bleef men de term musket gebruiken voor alle gladloops voorladers, tot ver in de negentiende eeuw. De term verdween pas toen voorlaadgeweren uit de bewapening verdwenen en de achterlader standaard werd.

## Geschiedenis
Het musket was het eerste echte geweer dat in algemeen gebruik kwam en was de opvolger van de lichtere, maar op het veld minder effectieve haakbus. Enkele bronnen menen dat het musket een verkleinde versie van de zogenaamde walbus of dubbelhaak was; een 15e-eeuws vuurwapen bestaande uit een schietbuis die op een houten lade werd gemonteerd en vanaf een driepoot werd afgevuurd. Dit wapen leek al zeer sterk op het musket, maar was veel groter. Het werd gezien als een licht stuk geschut en werd door een paar man bediend. Door dit wapen, en het kaliber, te verkleinen en niet op een driepoot maar op een eenpoots steunvork te leggen die de soldaat zelf kon meedragen, ontstond het musket.
Het wapen was een antwoord op het metalen pantser van ruiters en voetvolk. De lichte haakbus schoot in het open veld vaak letterlijk te kort om dit pantser te kunnen doorboren. Het musket had een zwaarder kaliber; deze varieerde van ongeveer 17 tot 20 millimeter. De kogels waren meestal kleiner dan het kaliber van de loop, om het laden te vergemakkelijken. Hierdoor werd het wapen echter bijzonder onzuiver. Tot 60 meter kon een enigszins zuiver schot worden afgegeven, daarna was de baan van de kogel niet te voorspellen. Deze situatie bleef, bijzonder genoeg, voor infanteriegeweren bestaan tot omstreeks 1850, toen de gladde loop eindelijk werd vervangen door een loop met trekken en velden.
De musketier verdrong, net als de haakbusschutters voor hen, in rap tempo de boogschutter en kruisboogschutter van het slagveld. Een musket was goedkoper dan een kruisboog en een musketier kon in enkele weken getraind worden, in tegenstelling tot een boogschutter, die daar vele jaren over deed. De dodelijkheid van het musket was echter niet veel groter dan van een boog of kruisboog en de vuursnelheid al helemaal niet. Door de ontwikkeling van militaire exercities, in het bijzonder die door Maurits van Oranje-Nassau aan het eind van de 16e eeuw, waarbij de soldaten in gecoördineerde bewegingen leerden marcheren, laden en vuren, kon een grotere effectiviteit worden bereikt. Vooral de tactiek van het massale salvovuur, waarbij rijen musketiers of roerdragers op bevel laadden, aanlegden en vuurden, bleek effectief tegen de toenmalige dicht opeengepakte infanterieformaties. Tegen ruiterij was deze tactiek minder effectief, mede vanwege de lage vuursnelheid. Hierdoor bleven musketiers in de buurt van piekenierformaties, die met hun lange pieken effectieve verdedigingsbarrières konden vormen tegen cavalerie. Gedurende de zeventiende eeuw zou de musketier samen met de piekenier de hoofdmoot van de infanterie vormen.
In de tweede helft van de 16e eeuw verscheen een lichtere variant van het musket, die zonder steunvork kon worden gehanteerd: het vuurroer. Dit wapen had een kaliber van ongeveer 11 millimeter. Het roer had, evenals de haakbus daarvoor, moeite met het doorboren van pantserplaten. Naarmate in de loop van de zeventiende eeuw de musketten lichter werden en daardoor ook zonder furket gebruikt kon worden, verdween dit wapentype weer.
Tussen 1640 en 1680 werd in de meeste krijgsmachten gaandeweg het lontslotmusket vervangen door het vuursteenslotmusket. Om dit nieuwe wapen te onderscheiden van het lontslotmusket, werd het snaphaan genoemd, naar het afvuurmechanisme. De snaphaan had, wegens de eenvoudiger herlaadprocedure, een drie- tot viermaal zo hoge vuursnelheid als het musket. Dit wapen zou, na de invoering van de bajonet, ook de piekenier van het slagveld verdringen. De snaphaan werd het hoofdwapen der infanterie en bleef dat in de meeste krijgsmachten, in vrijwel ongewijzigde vorm, tot omstreeks 1850.

## Werking
Een musket bestond uit een gladde loop, een houten lade en een ontstekingsmechanisme, meestal een lontslot. Soms werden musketten uitgerust met een radslot, maar dit mechanisme was te duur en te ingewikkeld om massaal te worden ingevoerd. De meeste musketten hadden een aparte laadstok die onder de loop geschoven kon worden; soms fungeerde de steunvork als laadstok. Het wapen werd via de voorkant van de loop geladen en schoot doorgaans ronde, loden kogels af, die de musketiers zelf konden gieten in een kogelgiettang. Om de verwondingen groter te maken, werden soms de kogels ingesneden, of werden ze per twee door middel van een metalen staafje met elkaar verbonden. Ook was het mogelijk om schroot of hagel af te vuren.
Het laden van een musket kostte veel tijd: eerst moest de pan (voor de ontsteking) met kruit worden gevuld, waarna het losse kruit, de prop en de lading via de voorzijde van de loop moesten worden geladen en met een laadstok worden aangestampt. Daarna werd de smeulende lont in de haan geklemd, waarna het wapen schietgereed was. In de 17e eeuw was de vuursnelheid veelal 1 schot per minuut. Musketiers waren daarom eveneens met een houwdegen, rapier of een korte sabel bewapend, die zij op het slagveld altijd bij zich droegen; ook werd hen geleerd de kolf als slagwapen te gebruiken.

## Afgeleide uitdrukkingen
Aan het musket zijn de Nederlandse uitdrukkingen lont ruiken (argwaan krijgen) en de plaat poetsen (er snel vandoor gaan) ontleend. Het ruiken van de geur van een brandende muskettenlont was reden om de vijand in de buurt te verwachten. Als een musketier er snel vandoor moest gaan dan sleepte hij het wapen aan de loop achter zich aan. De (koperen) plaat die achter op de kolf zat, werd dan door het zand schoon geschuurd/gepoetst. Er zijn overigens meer afleidingen voor de plaat poetsen die niet gerelateerd zijn aan het musket.
De musketonhaak is ook vernoemd naar de musket: musketten werden vaak hiermee opgehangen.